# NGC 5541-1
NGC 5541-1 (другие обозначения — UGC 9139, MCG 7-29-59, ZWG 219.65, ARAK 444, IRAS14144+3949, PGC 50991) — галактика в созвездии Волопас.
Этот объект входит в число перечисленных в оригинальной редакции «Нового общего каталога».
В галактике вспыхнула сверхновая SN 2006cb типа Ib, её пиковая видимая звездная величина составила 17,5.